# 埃米尔·舒尔茨
埃米尔·舒尔茨（德語：Emil Schulz，1938年5月25日—2010年3月22日），德国男子拳击运动员。他曾代表德国联队参加1964年夏季奥林匹克运动会拳击比赛，获得男子75公斤级银牌。